# Charlotte Holmström
Charlotte Holmström, född 1 juli 1960,  är en svensk före detta friidrottare (kortdistanslöpning). Hon tävlade för klubben IF Göta. Hon var uttagen som reserv till OS 1980, men tävlade inte.

## Personliga rekord
- 100 meter - 11,89 (Porsgrunn 21 juni 1983)
- 200 meter - 24,00 (Karlstad 2 juli 1983)
- 400 meter - 53,32 (Helsingfors 15 juni 1981)